# Keith Mitchell
Keith Claudius Mitchell (ur. 12 listopada 1946 w Saint George’s) – grenadyjski polityk, w latach 1995–2008 i 2013–2022 premier Grenady.

## Życiorys
Keith Mitchell urodził się w Saint George’s. Edukację na poziomie podstawowym odebrał w szkołach Happy Hill R.C. School oraz J.W. Fletcher Memorial School, po czym uczęszczał do szkoły średniej Presentation Brothers College. W 1971 zdobył stopień licencjacki w dziedzinie chemii i matematyki na Uniwersytecie Indii Zachodnich z siedzibą w Cave Hill w Barbadosie. W 1975 uzyskał stopień magistra na Howard University w Waszyngtonie, a cztery lata później doktoryzował się w zakresie matematyki i statystyki na waszyngtońskim American University.
W młodości należał do narodowej drużyny krykieta (1964–1966). W 1973 został mianowany jej kapitanem, jak również kapitanem połączonych drużyn młodzieżowych Leeward Islands i Windward Islands (pol. Wysp Nawietrznych). W latach 1977–1983 wykładał matematykę na Howard University. W tym samym czasie założył w Waszyngtonie własną firmę konsultingową, doradzając amerykańskim agencjom rządowym oraz prywatnym korporacjom.
W 1984 został po raz pierwszy deputowanym do Izby Reprezentantów z ramienia Nowej Partii Narodowej (NNP) w okręgu St. George North West. Mandat deputowanego odnawiał w każdych kolejnych wyborach. W latach 1988–1989 zajmował urząd ministra komunikacji i robót publicznych w rządzie premiera Herberta Blaize’a. W 1989 pokonał Blaize’a, zostając nowym przewodniczącym partii.
Pod jego przywództwem NPP wygrała wybory parlamentarne z 20 czerwca 1995, zdobywając 8 miejsc w 15-osobowej Izbie Reprezentantów. Dwa dni później Mitchell objął urząd premiera Grenady, który zajmował przez ponad 13 lat. We wcześniejszych wyborach z 18 stycznia 1999 Nowa Partia Narodowa zdobyła wszystkie miejsca w parlamencie, a w kolejnych z 27 listopada 2003 utrzymała większość, uzyskując 8 mandatów.
W czasie pełnienia urzędu premiera Mitchell zajmował również stanowisko ministra bezpieczeństwa publicznego, finansów, handlu, przemysłu planowania i informacji. W latach 1996–1997 pełnił funkcję przewodniczącego Rady Ministerialnej Stowarzyszenia Państw Karaibskich, od 1997 do 1998 był przewodniczącym Zarządu Gubernatorów Karaibskiego Banku Rozwoju, od 2000 do 2002 przewodniczącym Organizacji Państw Wschodnich Karaibów (OECS), a od 2001 do 2002 przewodniczącym Regionalnego Systemu Obronny. W latach 1998–2004 pełnił funkcję przewodniczącego Wspólnoty Karaibskiej, a w lutym 2004 został mianowany przez królową Elżbietę II członkiem Tajnej Rady Wielkiej Brytanii.
W wyborach parlamentarnych z 8 lipca 2008 Nowa Partia Narodowa poniosła porażkę, zdobywając tylko 4 mandaty w 15-osobowej Izbie Reprezentantów i znalazła się w opozycji. Wybory wygrał Narodowy Kongres Demokratyczny (uzyskując 11 mandatów), a jego lider Tillman Thomas 9 lipca 2008 zastąpił Mitchella na stanowisku szefa rządu. 16 lipca 2008 Mitchell został oficjalnie mianowany Liderem Opozycji w parlamencie.
W kolejnych wyborach z 19 lutego 2013 Nowa Partia Narodowa zdobyła wszystkie miejsca w Izbie Reprezentantów, a następnego dnia Keith Mitchell po raz drugi objął urząd premiera Grenady.
W wyborach wyborach parlamentarnych w 2018 Nowa Partia Narodowa ponownie zdobyła wszystkie 15 miejsc w Izbie Reprezentantów.